# Бибер, Ирвинг
Ирвинг Бибер (англ. Irving Bieber, 1909—1991) — американский психоаналитик, известный своей книгой «Гомосексуальность: Психоаналитическое исследование мужчин-гомосексуалов» (англ. Homosexuality: A Psychoanalytic Study of Male Homosexuals; 1962), в которой утверждал, что гомосексуальность является приобретённым расстройством.

## Жизнь и карьера
Ирвин Бибер родился в Нью-Йорке и окончил медицинский колледж Нью-Йоркского университета в 1930 году. Бибер продолжал работать в Йельском медицинском колледже, Нью-Йоркский университет, а с 1953 года преподавал курс психоанализа в Нью-Йоркском медицинском колледже. Хотя Зигмунд Фрейд, создатель психоанализа, считал гомосексуальность не болезнью, а задержкой сексуального развития, многие его последователи патологизировали гомосексуальность, поскольку она не вела к репродукции. Бибер, наряду с Лайонелом Оувси и Чарльзом Сокарайдесом, был одним из самых влиятельных американских психоаналитиков, считавших гомосексуальность болезнью и пытавшихся сделать геев гетеросексуалами. Книга Бибера «Homosexuality: A Psychoanalytic Study of Male Homosexuals» (1962) была реакцией на отчёты Кинси 1948 года о сексуальном поведении мужчин. Она оставалась ведущим исследованием гомосексуальности до тех пор, пока гомосексуальность не была удалена из DSM-III в 1973 году.
Вместе с Чарльзом Сокарайдесом Бибер возглавил комитет, целью которого было предотвратить депатологизацию гомосексуальности. Когда попечительский совет АПА признал, что гомосексуальность не является болезнью, комитет начал настаивать на всеобщем голосовании членов АПА по этому вопросу. Ирвинг Бибер, хотя и не был сторонником демократического решения научных вопросов, считал, что мнение всего научного сообщества достовернее, чем политизированное мнение попечительского совета. Джадд Мармор, участник событий тех лет и сторонник депатологизации, считает, что именно его оппоненты во главе с Ирвингом Бибером и Чарльзом Сокарайдесом политизировали процесс принятия решения о депатологизации, настояв на проведении всеобщего голосования.
В 1970 году Бибер присутствовал на собрании Американской психиатрической ассоциации в Сан-Франциско, на котором протестовали члены Фронта освобождения геев. По данным Сокарайдеса, Бибер, который чувствовал, что он работал все эти годы, чтобы помочь этим людям, воспринял это очень тяжело. В 1973 году, когда Американская психиатрическая ассоциация исключила гомосексуальность из списка психических расстройств, Бибер рассказал в интервью, что «гомосексуал — это человек, гетеросексуальная функция которого искалечена, как ноги жертвы полиомиелита».
Бибер организовал частичный перевод на английский язык статьи венгерского педиатра Линднера, который систематически изучал сосание. Зигмунд Фрейд использовал наблюдение Линднера о том, что чувственное сосание, по-видимому, полностью поглощает внимание и приводит либо ко сну, либо к реакции, подобной оргазму, для разработки своей теории инфантильной сексуальности. Бибер отметил, что он увидел неточности в использовании Фрейдом этой статьи.
Бибер умер на Манхэттене в 1991 году.

## Homosexuality: A Psychoanalytic Study of Male Homosexuals
В 1950 году Нью-Йоркское общество медицинских психоаналитиков провело одно из самых амбициозных исследований мужской гомосексуальности для того времени. Результаты работы были опубликованы в книге Ирвинга Бибера «Homosexuality: A Psychoanalytic Study of Male Homosexuals». В книге изучалось 100 гомосексуальных и 100 гетеросексуалых пациентов психиатров. Участники заполнили опросник из 450 пунктов. Патологичность гомосексуальности не была предметом исследования: по мнению Бибера, все психоаналитические теории считали её психопатологией. В основном изучались этиология гомосексуальности и методы её лечения. Бибер отверг гипотезу Фрейда о конституционной бисексуальности человека. Он считал, что гомосексуалами зачастую становятся дети из семей с близкой и властной матерью и отстранённым отцом. Из-за патологической основы гомосексуальности, по словам Бибера, исключается возможность установления стабильных интимных гомосексуальных отношений. Бибер сообщил о нескольких случаях успешного изменения сексуальной ориентации гомосексуалов.
Это исследование подверглось критике из-за его нерепрезентативной выборки. Все участники исследования были пациентами, 90% которых были недовольны своей гомосексуальностью, у многих были обнаружены сопутствующие заболевания, например шизофрения. Как выразился доктор Кеннет Льюис, «таким образом, начиная с предположения, что все гомосексуалы имеют нарушения, и используя предварительно отобранную выборку гомосексуалов с нарушениями, [Бибер] обнаружил, что все гомосексуалы действительно имеют нарушения».
На данный момент гомосексуальность не считается болезнью ни в DSM от АПА, ни в МКБ от ВОЗ. Множеством крупных ассоциаций в сфере здравоохранения терапия гомосексуальности признана псевдонаучной и опасной. В отчёте Американской психологической ассоциации был сделан вывод, что теории, связывающие семейную динамику, гендерную идентичность или травму с возникновением гомосексуальности, не подтверждаются доказательствами, как и эффективность репаративной терапии. Неэффективность и потенциальная опасность репаративной терапии подтверждаются обзором и систематическим обзором исследований.